# 壬生水石
壬生 水石（みぶ すいせき、男性、寛政2年9月1日（1790年10月8日） – 明治4年10月22日（1871年12月4日））は、江戸時代後期の日本の画家・篆刻家である。
姓は壬生以外にも王・児玉・岩山など。名は弘文・長庚・戚・戍・撲・朴など。字は無名・子文・仲礼・叔治など。通称八十郎だが他にも詩摩介・志摩など。号も水石以外の別号が夥しくある。 土佐の出身。

## 略伝
最初、高田春塘・春木胥山に就いて篆刻を学び、のちに三雲仙嘯の門下で古体派の刀法を学ぶ。また書画にも巧みで池大雅に私淑して土佐の大雅堂を自任した。浪華・京都に遊歴し関西の文人と交流。呉北渚より印譜について教えられている。豪放質朴な印風で知られ、印譜『水石堂刻史』がある。また昭和2年に川村直流編『壬生水石翁印譜』が出版される。

## 呼称の一覧と由来

### 氏姓
- 壬生氏 – 上野国壬生の生まれ
- 源氏 – 先祖が村上源氏
- 王氏 – 伊勢国の大裏王家の出自（修して王孫また王維と称した）
- 児玉氏 – 武蔵国の武士団児玉氏に因んで（修して児撲璞また倪撲と称した）
- 岩山氏

### 名
- 弘文
- 長庚 - 庚戌の生まれ
- 戚
- 戍 - 庚戌の生まれ
- 撲 – 古撲（秦漢の印体）
- 璞 – 同上
- 朴

### 字
- 無名 – 池大雅に因む
- 子文
- 仲礼
- 叔治
- 文郷
- 欽古

### 通称
- 八十郎
- 詩摩介
- 志摩
- 司馬
- 島

### 号
- 水石
- 水石堂
- 唐里 – 唐人町に居住
- 高智人
- 写意山人
- 管豹老人
- 北壑山人
- 米家山人 – 米法山水を好むことから
- 松石山人
- 昴斎
- 一橋
- 白髪山樵
- 木偶老人
- 敬堂外史
- 南瓜圃人
- 丁池釣者
- 石坡道人 – 石門に学ぶ
- 霞樵 – 池大雅に因む
- 霞道人 – 池大雅に因む
- 顚刻
- 碧霞山人 – 池大雅に因む
- 松石
- 看松斎 – 久万に住んだ居宅名（斎号）
- 遜斎
- 鷹里
- 画学隠士
- 日本三癖人 – 山内容堂が名付けた
- 觶斎老人
- 尊斎
- 東山道者 – 池大雅に因む
- 宝漢堂
- 十研堂
- 秦泉園 - 秦泉寺（高知市秦地区）に住んだ
- 玉色居士
- 蓑笠 - 俳号に用いた
- 古姓衆成邨舎主人 – 古い姓を多く用いたから